# Edward Johnston

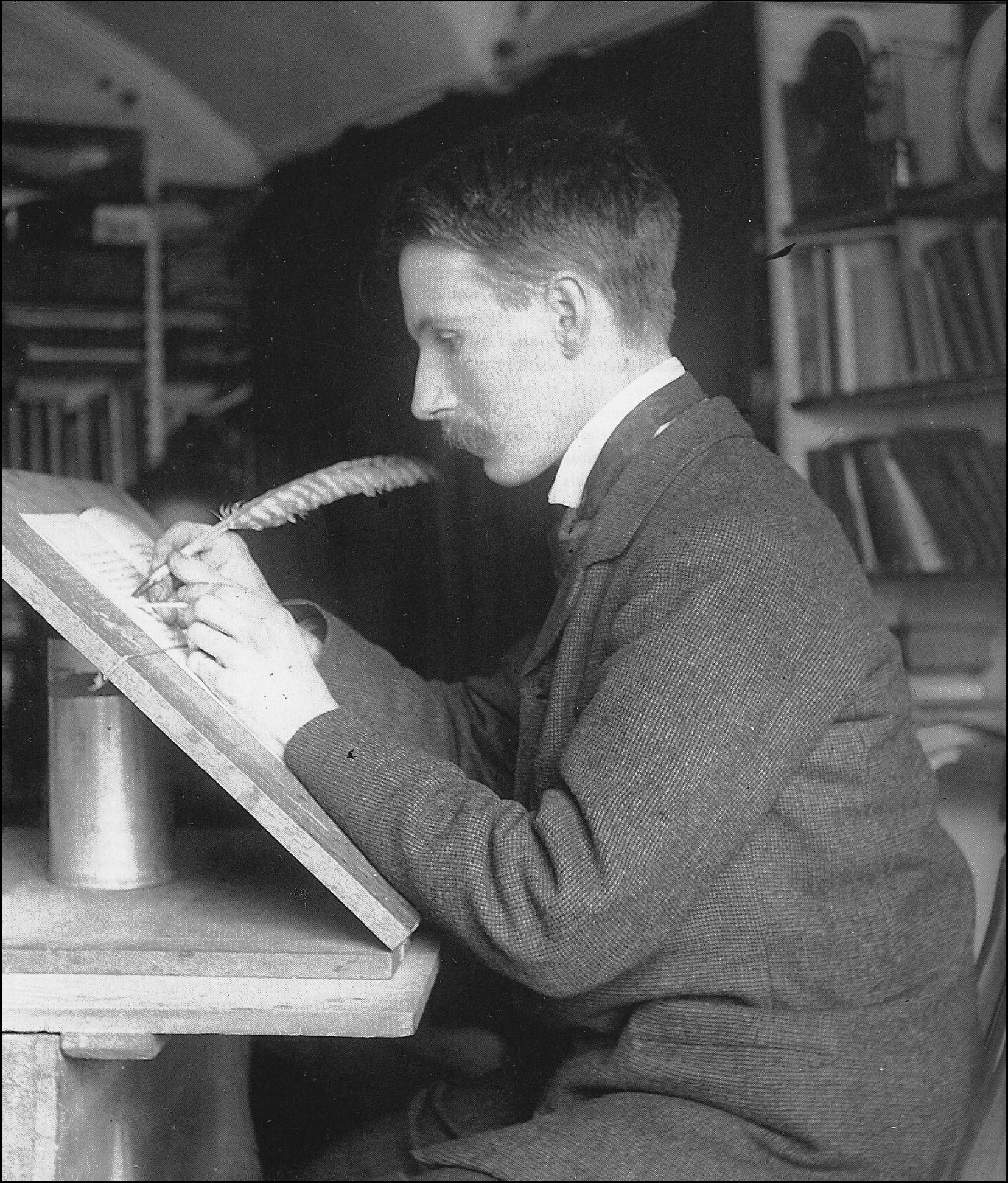
Edward Johnston (1902)

Edward Johnston (* 11. Februar 1872 in San José, Uruguay; † 26. November 1944 in Ditchling, Sussex, England) war ein britischer Lehrer der Kalligrafie, der einen großen Einfluss auf die Entwicklung der Kalligrafie und Typografie des 20. Jahrhunderts hatte.

## Leben und Wirken
Edward Johnston wuchs auf einer Farm in Uruguay, ohne die Schule zu besuchen, im Kreis seiner Familie auf. Er studierte Medizin an der Universität Edinburgh. Im Jahr seiner Promotion übersiedelte er 1898 nach London, übte seinen erlernten Beruf aber nie aus. Er lernte W. R. Lethaby kennen, der ein Freund und Mitstreiter von William Morris war und sich für das Arts and Crafts Movement einsetzte. Johnston kam als Autodidakt zur Kalligrafie.
Bekannt wurde Johnston durch den Entwurf der serifenlosen Schriftart Johnston Sans, die für die Beschriftungen der Londoner U-Bahn, insbesondere für die runden Namenschilder der einzelnen Stationen, verwendet wird.
Durch seine Bücher und seinen Kalligrafieunterricht hat Edward Johnston wichtige Beiträge zur Wiederbelebung der modernen Kalligrafie zu Beginn des 20. Jahrhunderts geleistet. Seine Schülerin Anna Simons hat Johnstons Ideen in Deutschland weiterverbreitet.